# 谷幸雄
谷 幸雄（たに ゆきお、1880年（明治13年）- 1950年（昭和25年）1月24日）は、日本の柔術家（天神真楊流）・柔道家（講道館柔道）である。主にイギリスで活動し、日本以外の国で初めて柔術を教え、試合を行った柔術家の一人として知られる。身長160cm未満、体重は60kg未満。「スモール・タニ」の愛称でも知られ、ロンドンのミュージックホールなどで数多くの他流試合を行った。新聞「スポーティング・ライフ」にキャッチ・アズ・キャッチ・キャンのライト級チャンピオンのジミー・メラーに勝利したことを称えられる。

## 生涯

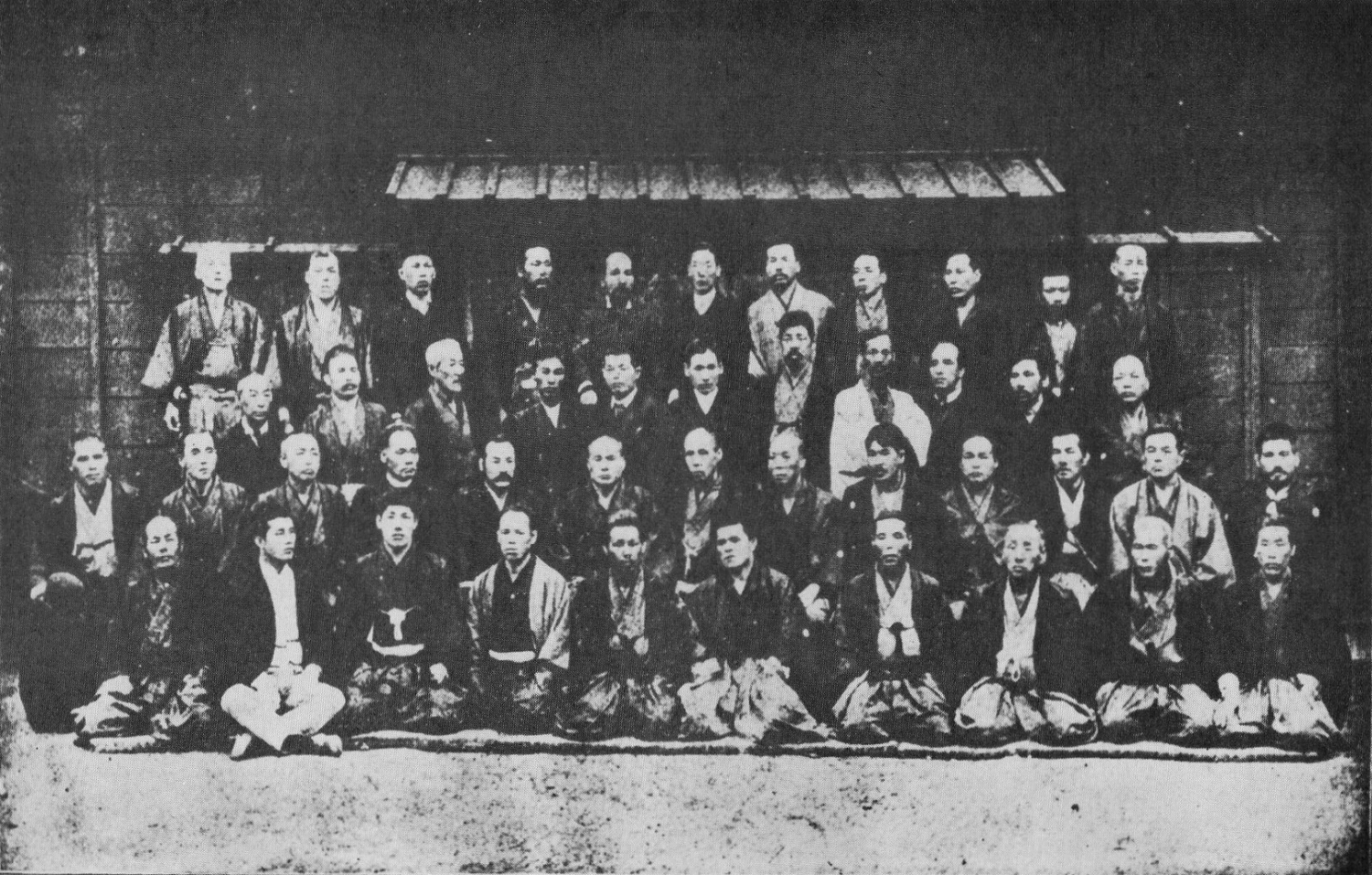
1888年（明治21年）ごろの警視庁武術世話掛
一列左から四人目が谷幸雄の父、谷虎雄である。

日本における谷の事績の詳細は不明であるが、祖父の谷鹿之助悦足、父の谷虎雄柳応斎知幾、兄の谷鑛馬は天神真楊流の柔術家であった。
祖父の谷鹿之助は阿波国の人で天神真楊流柔術流祖の磯又右衛門の門人であった。父の谷虎雄は谷知幾という名で東京市の天神真楊流柔術の興行に磯正智（三代目家元）、福田八之助（嘉納治五郎の師）、黒須敬太郎、吉田千春と共に参加していた。また警視庁では武術世話掛を務めていた。谷幸雄の兄である谷鑛馬は東京市京橋区新栄町の弘武館で天神真楊流を教えていた。谷鑛馬は京橋警察署に勤めていた。
不遷流第4代の田辺又右衛門と交流があったとされる。また、大阪の半田弥太郎の大東流柔術道場でも修行していたことも知られている。1900年、19歳の谷は、兄の谷鑛馬や柔術家仲間の山本セイゾウとともに、バーティツの創始者エドワード・ウィリアム・バートン＝ライトの招きでロンドンに渡った。谷鑛馬と山本はすぐに帰国したが、谷はロンドンに残り、もう一人の若い柔術家上西貞一とともに、バートン＝ライトが開設したバーティツの道場で柔術の指導を行った。
1903年に谷はバートン＝ライトと別れ、「スコットランドのヘラクレス、アポロ」の名でミュージックホールで活動していたウィリアム・バンキアーと手を組んだ。バンキアーのマネージメントの元で、谷はプロレスラーとしてミュージックホールに設置したリングで様々な人の挑戦を受けた。15分もてば20ギニー、勝てば追加100ポンドの賞金を出すという条件で対戦者を募り、これを関節技や絞め技で次々に返り討ちにして評判を呼んだ。ミュージックホールでの試合で谷が負けたのは1回だけと言われており、それも1905年に行われた日本人柔術家の三宅多留次（後の三宅タロー）との対戦だった。オックスフォード・ミュージック・ホールでは、1週間の間に33人と対戦し、その中にはヨーロッパ大陸で有名なレスラーも含まれていた。6か月間のツアーで、1週間あたり平均20人、合計500人以上の挑戦者を倒した。
対戦ルールでは、挑戦者も柔術のルールに則って試合を行うことが求められ、制限時間が設けられなかった。この頃のヨーロッパのレスラーにとって、柔術のルールは異質なものであったため、谷にとって有利なものとなっていた。1920年代には、谷は挑戦者に対し、どんな技でも使って良いとしたが、道着を着用することを条件とした。これは、自分よりも体格の良い相手に対抗するために必要な大きなアドバンテージとなっていた。
1904年、谷は三宅と共同で、ロンドンのオックスフォード・ストリートW305番地に日本柔術学校(Japanese School of Jujutsu)を開設した。この学校は2年余りで閉鎖されたが、その生徒の1人には舞台女優のマリー・スタッドホルムがいた。1906年には、三宅との共著の"The Game of Ju-Jitsu - for the Use of Schools and Colleges"を出版した。
谷は、「ロシアのライオン」の異名を取ったプロレス王者ジョージ・ハッケンシュミットに対する敵対関係を公然と表明したことでも有名になった。谷はハッケンシュミットに挑戦状を叩きつけたが、無視された。そのため、谷とバンキアーはハッケンシュミットの注意を引くことを模索し、1903年のハッケンシュミットとアントニオ・ピエリとの試合の直後を襲撃し、観客の前で再び挑戦状を叩きつけた。ハッケンシュミットは、自身が柔術に不慣れなことをわかっていたので、自らの得意とするグレコローマンスタイルレスリングのルールでの試合を要求したが、その試合が実現することはなかった。ハッケンシュミットは、1909年の著書"The Complete Science of Wrestling"において、志を持ったレスラーに対し柔術を学ぶことを勧めている。1910年には、谷はロンドン滞在中のグレート・ガマに挑戦しようとしたが、これもまた無視された。
1907年、前田光世が渡英し谷の道場で一時期指導者となった。他流試合においても谷と前田は協力関係を築き、谷と緊密な交流にあった前田によると「谷氏は警視庁で山下七段（山下義韶）の門人として初段になり、渡英後、幾多の苦戦を経て居る老巧者で、実力以上に勝負が巧みだ」とあり、谷は当時の日本でよく見られたように、はじめ地元で柔術を学び、後に講道館入門したケースではないかとも目されている。
1918年、谷は小泉軍治がロンドンで創設した武道会の初代師範となり、当初は柔術を教えていた。1920年、講道館柔道の創始者である嘉納治五郎が武道会を訪れ、小泉とともに2段位を授与した。最終的に4段まで昇段した。
谷は1937年に脳梗塞を患ったが、1950年1月24日に亡くなるまで武道会で指導を続けた。晩年の門弟には、後にアメリカで活躍したプロレスラーのロード・アルフレッド・ヘイズがいる。

## 著書
- Yukio Tani; Taro Miyake (1906). The Game of Ju-jitsu: For the Use of Schools and Colleges
  - 日本語訳: 谷幸雄、三宅タロー『対訳 The Game of Ju-jitsu 柔術の勝負 明治期の柔道基本技術』内田賢次 監修、創英社、2013年。ISBN 978-4881428115。